# Vicq-sur-Gartempe
Vicq-sur-Gartempe és un municipi francès situat al departament de la Viena i a la regió de la Nova Aquitània. L'any 2007 tenia 716 habitants.

## Demografia

### Població
El 2007 la població de fet de Vicq-sur-Gartempe era de 716 persones. Hi havia 331 famílies de les quals 120 eren unipersonals (60 homes vivint sols i 60 dones vivint soles), 107 parelles sense fills, 80 parelles amb fills i 24 famílies monoparentals amb fills.
La població ha evolucionat segons el següent gràfic:
Habitants censats

### Habitatges
El 2007 hi havia 472 habitatges, 336 eren l'habitatge principal de la família, 95 eren segones residències i 41 estaven desocupats. 469 eren cases i 2 eren apartaments. Dels 336 habitatges principals, 278 estaven ocupats pels seus propietaris, 38 estaven llogats i ocupats pels llogaters i 20 estaven cedits a títol gratuït; 4 tenien una cambra, 45 en tenien dues, 67 en tenien tres, 93 en tenien quatre i 127 en tenien cinc o més. 235 habitatges disposaven pel capbaix d'una plaça de pàrquing. A 174 habitatges hi havia un automòbil i a 124 n'hi havia dos o més.

### Piràmide de població
La piràmide de població per edats i sexe el 2009 era:
| Homes | Edats   | Dones |
| ----- | ------- | ----- |
| 0     | 95 o +  | 0     |
| 0     | 90 a 94 | 0     |
| 4     | 85 a 89 | 8     |
| 4     | 80 a 84 | 16    |
| 32    | 75 a 79 | 24    |
| 40    | 70 a 74 | 20    |
| 24    | 65 a 69 | 32    |
| 24    | 60 a 64 | 20    |
| 24    | 55 a 59 | 24    |
| 4     | 50 a 54 | 24    |
| 8     | 45 a 49 | 12    |
| 32    | 40 a 44 | 32    |
| 24    | 35 a 39 | 44    |
| 28    | 30 a 34 | 12    |
| 8     | 25 a 29 | 16    |
| 4     | 20 a 24 | 4     |
| 12    | 15 a 19 | 4     |
| 20    | 10 a 14 | 36    |
| 12    | 5 a 9   | 28    |
| 36    | 0 a 4   | 16    |

## Economia
El 2007 la població en edat de treballar era de 403 persones, 286 eren actives i 117 eren inactives. De les 286 persones actives 259 estaven ocupades (136 homes i 123 dones) i 27 estaven aturades (12 homes i 15 dones). De les 117 persones inactives 50 estaven jubilades, 19 estaven estudiant i 48 estaven classificades com a «altres inactius».

### Ingressos
El 2009 a Vicq-sur-Gartempe hi havia 346 unitats fiscals que integraven 707 persones, la mediana anual d'ingressos fiscals per persona era de 15.134 €.

### Activitats econòmiques
Dels 21 establiments que hi havia el 2007, 2 eren d'empreses alimentàries, 1 d'una empresa de fabricació d'altres productes industrials, 1 d'una empresa de construcció, 5 d'empreses de comerç i reparació d'automòbils, 2 d'empreses de transport, 4 d'empreses d'hostatgeria i restauració, 1 d'una empresa d'informació i comunicació, 3 d'empreses de serveis, 1 d'una entitat de l'administració pública i 1 d'una empresa classificada com a «altres activitats de serveis».
Dels 5 establiments de servei als particulars que hi havia el 2009, 1 era una oficina de correu, 1 taller de reparació d'automòbils i de material agrícola, 1 paleta, 1 perruqueria i 1 restaurant.
Dels 2 establiments comercials que hi havia el 2009, 1 era una botiga de menys de 120 m² i 1 una fleca.
L'any 2000 a Vicq-sur-Gartempe hi havia 48 explotacions agrícoles que ocupaven un total de 2.716 hectàrees.

## Equipaments sanitaris i escolars
El 2009 hi havia una escola elemental.

## Poblacions més properes
El següent diagrama mostra les poblacions més properes.